# 張文治 (知府)
张文治（？—？），江苏长州人，是一名清朝政治人物。
张文治曾于接替狄丽源任龙岩州知州一职，由卢庆云接任。